# Дедечек, Павел
Павел Дедечек (чеш. Pavel Dědeček; 27 декабря 1885, Прага — 23 ноября 1954, Прага) — чешский дирижёр, скрипач и музыкальный педагог.

## Биография
Окончил Пражскую консерваторию (1905) по классу скрипки Фердинанда Лахнера.
В 1908—1912 гг. преподавал в Органной школе в Брно, где Леош Яначек открыл в нём дирижёрский талант. В оркестре Брненской оперы исполнял обязанности концертмейстера, а иногда и дирижёра. Затем перебрался в Прагу, играл на альте в оркестре Национального театра. В начале 1920-х гг. изучал композицию в Париже под руководством Венсана д’Энди. Затем в течение двух лет руководил Братиславской оперой. В 1925 году вернулся в Прагу, где на протяжении многих лет преподавал дирижирование в Пражской консерватории, его учениками были многие ведущие мастера чешской музыки, в том числе Рафаэль Кубелик, Вацлав Нойман, Карел Анчерл, Карел Гуса, Йозеф Грнчирж, Ярмил Бургхаузер, Вацлав Сметачек, Вацлав Троян, Отакар Трглик, Богумил Грегор. Одновременно до 1928 г. был художественным руководителем женского Пражского учительского хора, гастролировал с ним в Австрии и Польше, переложил для женского хора множество народных песен. В 1945—1948 гг. возглавлял Пльзеньскую оперу. В 1948 г. по состоянию здоровья вынужден был завершить карьеру.